# ويل إتش. برادلي
ويل إتش. برادلي (بالإنجليزية: Will H. Bradley)‏ (و. 1868 – 1962 م) هو مصمم ملصقات ‏، ورسام توضيحي، وفنان، وطباع حجري أمريكي، ولد في بوسطن، توفي في لا ميسا، سان ديغو، كاليفورنيا، عن عمر يناهز 94 عاماً.

## روابط خارجية
- ويل إتش. برادلي على موقع IMDb (الإنجليزية)
- ويل إتش. برادلي على موقع الموسوعة البريطانية (الإنجليزية)